# Alfie Browne-Sykes
Alfie Browne-Sykes es un actor británico, más conocido por interpretar a Jason Roscoe en la serie Hollyoaks.

## Biografía
Tiene dos hermanos, Jack y Harry Browne-Sykes.
En 2015 comenzó a salir con la actriz Amanda Clapham, sin embargo después de seis años, la relación finalizó en el 2019.

## Carrera
Apareció en el video musical «Get Cape. Wear Cape. Fly» de Collapsing Cities. Prestó su voz para un anunció de la Volkswagen.
En 2010 apareció en la serie médica Doctors, donde interpretó a Danny Mooreland. Ese mismo año apareció en la serie policíaca The Bill, donde dio vida a Alistair Gilmore. El 2 de abril de 2013, se unió al elenco principal de la serie británica Hollyoaks, donde interpreta a Jason Roscoe hasta ahora. A finales de marzo de 2016 se anunció que Alfie dejaría la serie el 25 de marzo del mismo año.

## Filmografía

### Series de televisión
| Año         | Título                     | Personaje             | Notas                          |
| ----------- | -------------------------- | --------------------- | ------------------------------ |
| 2009        | Runaway                    | Acosador              | 2 episodios - miniserie        |
| 2010        | Waking the Dead            | Darren Hawes          | 2 episodios                    |
| 2010        | Doctors                    | Danny Mooreland       | 2 episodios                    |
| 2010        | The Bill                   | Alistair Gilmore Jnr. | episodio "Deadly Consequences" |
| 2010        | The Legend of Dick and Dom | Jerry                 | episodio "Heist"               |
| 2013 - 2016 | Hollyoaks                  | Jason Roscoe          | 244 episodios                  |

### Películas
| Año  | Título    | Personaje | Notas                                                               |
| ---- | --------- | --------- | ------------------------------------------------------------------- |
| 2013 | Beat Girl | Freddie   | junto a Louise Dylan, Michael Higgs, Percelle Ascott y Jose Mantero |

### Apariciones
| Año  | Programa              | Notas       |
| ---- | --------------------- | ----------- |
| 2006 | The Paul O'Grady Show | 3 episodios |